# Admiral of the Navy (USA)

Tressen, Schulterstück und Kragenband

Der Rang Admiral of the Navy war der höchste jemals vergebene Dienstgrad in der US Navy. Einziger Inhaber dieses Ranges war George Dewey, dessen Ernennung durch den Präsidenten, rückwirkend ab 1899, am 24. März 1903 vom Kongress der Vereinigten Staaten mit folgendem Wortlaut autorisiert wurde:

“Be it enacted by the Senate and the House of Representatives of the United States of America in Congress assembled, That the President is hereby authorized to appoint, by selection and promotion, an Admiral of the Navy, who shall not be placed upon the retired list except upon his own application; and whenever such office shall be vacated by death or otherwise the office shall cease to exist.”

„Mögen der Senat und das Repräsentantenhaus der Vereinigten Staaten von Amerika, im Kongress versammelt, beschließen, dass der Präsident hiermit ermächtigt wird, mittels Auswahl und Beförderung einen Admiral of the Navy zu ernennen, der nicht in den Ruhestand versetzt werden soll außer auf eigenen Antrag; und dass dieses Amt erlöschen soll, sobald es durch Tod oder auf andere Weise vakant wird.“

Es handelte sich also um einen einmalig zu vergebenden lebenslangen Ehrenrang für den damals 65-jährigen Dewey. Demgemäß wurden Rang und Stellung des Admiral of the Navy mit Deweys Tod im Januar 1917 erledigt.
Deweys neuer Rang war, wie vom Kongress gleichzeitig klargestellt, höher als der eines Vier-Sterne-Admirals und entsprach dem eines Admiral of the Fleet in der britischen Royal Navy. Als im Jahre 1944 der neue Fünf-Sterne-Dienstrang des Fleet Admiral als nunmehr höchster Admiralsdienstgrad eingeführt wurde, erklärte die US Navy, dass Deweys Rang Seniorität habe, aber von einem Sechs-Sterne-Admiral wurde nicht gesprochen.